# Aristide Briand

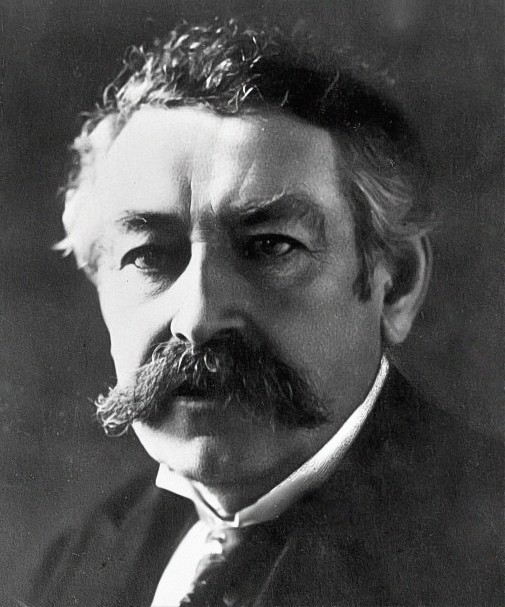
Aristide Briand

Aristide Briand (* 28. März 1862 in Nantes; † 7. März 1932 in Paris) war ein französischer Politiker. Briand bekleidete zwischen 1909 und 1932 mit Unterbrechungen wechselnd die Ämter des französischen Ministerpräsidenten, des Unterrichts-, Justiz- und des Außenministers. Er war insgesamt elfmal Regierungschef und dreiundzwanzigmal Minister in den rasch wechselnden Kabinetten der Dritten Republik. 1926 erhielt er für seine Mitarbeit an den Verträgen von Locarno zusammen mit Gustav Stresemann den Friedensnobelpreis.

## Leben

### Kindheit und Jugend
Briand wurde am 28. März 1862 in der westfranzösischen Hafenstadt Nantes geboren. Seine Eltern besaßen in der Rue du Marchix im Hafenviertel ein bescheidenes kleines Café namens „Croix Verte“. Die Gäste waren hauptsächlich Matrosen und Hafenarbeiter.
Als Briand zwei Jahre alt war, zog seine Familie nach Saint-Nazaire, einer Hafenstadt an der Loiremündung. Hier eröffnete sein Vater einen Wein- und Spirituosenhandel, den er jedoch bald verkaufte, um ein „Café chantant“, ein kleines Musikcafé, zu eröffnen. Auch die Gäste dieses Cafés waren Seeleute, die hier die Bekanntschaft von Mädchen aus der Stadt suchten.
Briand besuchte die höhere Bürgerschule von Saint-Nazaire. Er war kein fleißiger Schüler und störte gelegentlich den Unterricht durch kleine Späße, jedoch fiel seinen Lehrern schon früh seine außergewöhnliche Intelligenz, Geistesschärfe und Auffassungsgabe auf. Er erhielt mehrfach Preise für das auswendige Rezitieren langer Texte, was ihm dank seines hervorragenden Gedächtnisses nicht schwerfiel. Er wurde zum Protegé des Schulleiters Genty, den er „papa“ nannte. Dieser unternahm mit Briand lange Spaziergänge, auf denen er mit dem Jungen viel über Philosophie und Literatur sprach und so großen Einfluss auf dessen Denken und Rhetorik hatte. Briand behielt seinen Mentor stets in liebevoller Erinnerung und verlieh diesem später als Unterrichtsminister das Kreuz der Ehrenlegion.

Jules Vernes Deux ans de vacances

Mit 16 Jahren erhielt Briand aufgrund seiner Begabung ein Stipendium für das Lycée in Nantes und zog dorthin, um als Internatsschüler das Baccalauréat, das französische Abitur, zu machen. Bilder aus dieser Zeit zeigen Briand als schlanken, gepflegten jungen Mann, der leicht kränklich wirkt. Seine Freunde nannten ihn scherzhaft „Trompe la mort“ (der den Tod betrügt), da eine kurze Zeit der Verdacht auf eine Tuberkuloseerkrankung bestand. In Nantes begegnete er Jules Verne, der Gönner eines Mitschülers von Briand war. Der Schriftsteller fand großen Gefallen an den Gesprächen mit dem intelligenten jungen Mann und lud ihn an Wochenenden wiederholt zu Spaziergängen durch Nantes und die Umgebung ein. Verne nahm den Charakter des 16-jährigen Briand in seinem 1888 veröffentlichten Roman Deux ans de vacances (deutscher Titel: Zwei Jahre Ferien) zum Vorbild für die Figur des Briant. Dieser ist der intelligente und wagemutige Anführer einiger Kinder, die durch ein Unglück allein auf einer einsamen Insel stranden. 
Der Internatsschüler Briand schätzte die französische Literatur, besonders die Werke von Jean-Jacques Rousseau, Denis Diderot und Jean Racine. Aufgrund seiner einfachen Herkunft gehörte Briand jedoch nie zu jenen typischen Intellektuellen der französischen Bourgeoisie, deren Ideale stark durch die Aufklärung des 18. Jahrhunderts und die Schriften von Voltaire beeinflusst wurden.

### Regionalpolitiker und Sozialist
Nach seinem Abschluss kehrte Briand 1881 nach Saint-Nazaire zurück und nahm eine Stelle als Schreibkraft in einer kleinen Anwaltskanzlei an. Die trockene Aktenarbeit war ihm jedoch schnell zuwider und langweilte ihn. 1883 kündigte er daher die Stelle und ging nach Paris, um an der Sorbonne das Studium der Rechtswissenschaft aufzunehmen. Mit 22 Jahren begann er bei dem stark links orientierten Wochenblatt La Démocratie de l’Ouest in Saint-Nazaire seine journalistische Arbeit. In seinen zumeist mit Nihil unterzeichneten Beiträgen kritisierte er heftig das bestehende parlamentarische System und die soziale Ungleichheit, die von der konservativen Bourgeoisie akzeptiert wurde. 1886 verließ Briand als licencié en droit nach bestandenem Staatsexamen Paris, um in seiner Heimatstadt als Anwalt zu arbeiten. Dank seiner brillanten Rhetorik und großen Überzeugungskraft hatte er bald erste Erfolge als Strafverteidiger vor Gericht. Viele seiner Mandanten vertrat er insbesondere in politischen Prozessen ohne Honorar.
1888 wurde Briand ins Stadtparlament von Saint-Nazaire gewählt. Als er 1889 mit erst 27 Jahren als candidat républicain radical révisioniste für die Parlamentswahl am 22. September und 6. Oktober kandidierte, verlor er trotz seines Rückhalts in der Arbeiterschaft von Saint-Nazaire deutlich gegen den konservativen Kandidaten. Nach dieser Enttäuschung brach er mit dem bürgerlichen Linksradikalismus und wendete sich dem sozialistischen Lager zu. Von politischen Gegnern wurde dieser Wechsel später häufig als Beweis für Briands angebliche Gesinnungslosigkeit angeführt.
1891 wurde Briand angeblich bei einem Schäferstündchen von der Polizei aufgegriffen. Briand und Jeanne Giraudeau, Ehefrau eines bekannten Bankiers, wurden vom Gericht wegen Verletzung der öffentlichen Moral zu einer Gefängnisstrafe von einem Monat und einer Geldstrafe von 200 Francs verurteilt. Der angebliche Skandal, der begleitet wurde von einer Hetzkampagne des bürgerlichen Lagers gegen ihn, wurde weit über Saint-Nazaire und Nantes hinaus bekannt. Nachdem auch das Appellationsgericht in Rennes das Urteil bestätigte, schien Briand politisch und sozial am Ende zu sein. Das Kassationsgericht in Poitiers hob schließlich 1892 das Urteil auf und sprach Briand und Jeanne Giraudeau frei, da der einzige Augenzeuge unter den 170 in den drei Prozessen vorgeladenen Zeugen unter dem Druck des Verhörs seine Aussage widerrief. Briand wurde nach dem Freispruch wieder als Anwalt zugelassen.
Seit dem 10. Januar 1892 war Briand Mitglied einer französischen Sozialistischen Partei. Ernüchtert durch die Vorkommnisse wandte er sich von der regionalen Politik ab. Briand kehrte seiner Heimat den Rücken, um als Redner und Agitator auf sozialistischen Versammlungen, Kundgebungen von Gewerkschaften und Arbeiterbörsen den Generalstreik als Mittel der proletarischen Selbsthilfe gegen die soziale Ungerechtigkeit zu fordern. Nicht ohne Stolz nahm Briand zeitlebens die „Vaterschaft“ für die Idee des Generalstreiks in Anspruch.
Die Sozialisten waren untereinander hoffnungslos zerstritten. Briand versuchte zu vermitteln, brachte jedoch die äußerste Linke gegen sich auf, als er sich für eine Zusammenarbeit der Sozialisten mit der Regierung aussprach. Briand stellte sich auf die Seite der „parlamentarischen Sozialisten“ wie René Viviani, Alexandre Millerand und Jean Jaurès. Bei der Parlamentswahl 1893 verlor Briand, angetreten als revolutionärer Sozialist, in La Villette gegen den Dichter Clovis Hugues. Bei der Wahl 1898 trat er in Paris (Clichy-Levallois) an und verlor wieder.
Im Jahr 1901 verteidigte Briand in einem brisanten politischen Gerichtsverfahren Gustave Hervé, den „Bannerträger des Antipatriotismus“, mit den provokanten Worten: „Behalten Sie Ihr Vaterland für sich, Herr Staatsanwalt! Eben dieses Vaterland hat uns nach Sedan geführt, so wie das Vaterland Napoléons nach Waterloo.“
Von 1901 bis 1905 war Briand Generalsekretär der Parti socialiste de France. Im April/Mai 1902 wurde er mit 40 Jahren als Abgeordneter für Saint-Étienne in die Abgeordnetenkammer gewählt.

### Weg ins Kultusministerium
Anfang des 20. Jahrhunderts gestaltete sich die Aufrechterhaltung des Konkordats in Frankreich zunehmend schwieriger. Der überzeugt antiklerikale Ministerpräsident Émile Combes nahm 1904 einen Bruch der Konkordatsbestimmungen zum Anlass, um dem Parlament dessen Aufkündigung zu empfehlen. Die römische Inquisition, das heutige Dikasterium für die Glaubenslehre, hatte zwei französische Bischöfe vorgeladen, ohne die französische Regierung zu benachrichtigen. Auf Combes’ Initiative hin beauftragte das Parlament im Februar 1905 einen 33 Mitglieder zählenden Ausschuss, verschiedene Entwürfe zur Trennung von Staat und Kirche zu entwickeln und zu prüfen. Briand wurde Wortführer und Berichterstatter dieses Ausschusses. Er wurde in dieser Position von zwei ranghohen liberalen Kirchenvertretern beraten, Bischof Lacroix von Tarentaise und Erzbischof Fuzet von Rouen. Briand setzte sich für eine liberale Trennung ein, bei der der staatliche Machtanspruch vor dem Bereich der Kirche Halt machen sollte. „Der laizistische Staat ist nicht antireligiös, er ist areligiös“. Der Streikführer Briand bewies sich abermals als Vermittler zwischen verhärteten Fronten: Das Trennungsgesetz sollte sowohl die Antiklerikalen im Parlament als auch die Katholiken im ländlichen Frankreich zufriedenstellen.
Als Maurice Rouvier im Januar 1905 Ministerpräsident wurde, bot er Briand das Amt des Kultusministers an. Nach einer Rücksprache mit Jaurès jedoch, der ihm von der Beteiligung an einer bürgerlichen Regierung vehement abriet, lehnte Briand das Angebot ab.
Das im Dezember 1905 verkündete Gesetz sah vor, der Kirche ihr Vermögen zu belassen und für die Wahrnehmung ihrer materiellen Belange sogenannte associations cultuelles (Kultvereinigungen) einzurichten. Die französischen Bischöfe sprachen sich im Januar 1906 mit großer Mehrheit für die Annahme des Gesetzes aus. Papst Pius X. lehnte die Trennung in der Enzyklika Vehementer nos ausdrücklich ab und warf der französischen Regierung vor, die Kirche zu berauben. Durch die Einrichtung von Kultvereinigungen werde das Kirchenwesen mittelbar Laien anvertraut und so die kirchliche Hierarchie umgangen. Nach Veröffentlichung der Enzyklika am 11. Februar 1906 kam es zu Tumulten bei der Umsetzung des Gesetzes. Unter dem Druck der Katholiken und der Linken im Parlament löste sich die Regierung von Rouvier auf.
Die neue Regierung wurde im März 1906 von Ferdinand Sarrien gebildet. Dieser konnte Briand gegen den Widerstand Jaurès’ davon überzeugen, das Ministerium für Kultus und Unterricht zu übernehmen. Mit seinem Eintritt in die bürgerliche Regierung Sarriens brach Briand sowohl mit dem sozialistischen Block, der ein Jahr zuvor endlich zu einer Einigung gefunden hatte, als auch mit seinem langjährigen Freund Jaurès. Nach seinem Ausschluss aus der Partei gründete er mit Alexandre Millerand und René Viviani den Parti républicain-socialiste.
Briand behielt das Amt auch, als Georges Clemenceau, der zuvor Justizminister war, Sarrien als Ministerpräsident und Innenminister ablöste. Als Kultusminister widmete sich Briand der Durchführung des Trennungsgesetzes und bemühte sich weiterhin um einen Ausgleich zwischen den aufgebrachten Katholiken und der antiklerikalen Parlamentsmehrheit. Durch eine vermittelnde Gesetzgebung schuf Briand die Möglichkeit einer Duldung von Verstößen gegen das Trennungsgesetz, um den offenen Kampf mit der katholischen Kirche zu vermeiden, die die Kultvereinigungen ablehnte. Gottesdienste wurden auch ohne die Einrichtung der Kultvereinigungen zugelassen. Die Enzyklika Gravissimo reagierte darauf mit einem formellen Verbot der Kultvereinigungen, was nach Maßgabe des Trennungsgesetzes einer Preisgabe des kirchlichen Vermögens gleichkam. Vermittlungsversuche Briands scheiterten an der Unnachgiebigkeit der katholischen Kirche. So wurden im Jahr 1908 dann 400 Millionen Francs, die aus der Liquidation von Kirchenvermögen stammten, für Krankenhäuser und andere Fürsorgeeinrichtungen aufgewendet. Erst 16 Jahre später unter Benedikt XV. wurden die Kultvereinigungen als Diözesanverbände eingerichtet.

### Premierminister vor dem Ersten Weltkrieg
Nachdem er 1908 zum Justizminister ernannt worden war, trat Briand Ende Juli 1909 auf Wunsch des bürgerlich-liberalen Präsidenten Armand Fallières die Nachfolge von Clemenceau als Premierminister an. Im Herbst des Folgejahres kam es in Frankreich zu heftigen Arbeitskämpfen. Die Regierung erklärte den am 12. Oktober 1910 ausgerufenen Generalstreik der Eisenbahner für eine militärische und wirtschaftliche Gefahr für Frankreich. Briand ließ die Streikenden im wehrpflichtigen Alter einberufen und drohte den übrigen mit Entlassung. Vor dem Parlament rechtfertigte Briand, der frühere Verfechter des Generalstreiks, dies unter wütendem Protest der Abgeordneten damit, dass der Streik „das Lebensrecht der Gesellschaft“ bedrohe und die Nation einer unerträglich erniedrigenden Lage ausgesetzt hätte. Das Ende seiner Rede musste er wegen des Tumults vom Rednerpult aus allein dem Stenographen diktieren. Obwohl ihm die Kammer am folgenden Tag mit großer Mehrheit das Vertrauen aussprach, trat Briand zurück und bildete nach der Neuwahl am 2. November ein neues Kabinett aus den Unterstützern seiner Entscheidung.
Am 17. Januar 1911 drang ein geistig verwirrter Mann in das Parlament ein und schoss auf Briand, der jedoch nicht verletzt wurde.
Briand trat am 24. Februar 1911 erneut zurück, und Joseph Caillaux wurde neuer Ministerpräsident. Der Grund waren diesmal Widerstände einiger Abgeordneten gegen seine vermittelnde Politik gegenüber der katholischen Kirche. Nachdem die Zweite Marokkokrise durch den Marokko-Kongo-Vertrag beendet worden war, kehrte Briand im Januar 1912 als Justizminister in das von Raymond Poincaré neugebildete Kabinett zurück und war Anfang 1913 erneut zwei Monate lang Regierungschef. Bis zum Beginn des ersten Balkankriegs 1912 war Briand kaum in außenpolitische Fragen involviert. Nachdem am veillée des armes, dem „Vorabend des Krieges“, jedoch unvermittelt die Außenpolitik in den Vordergrund trat, hielt sich Briand häufig am Quai d’Orsay auf, um sich mit Poincaré zu beraten.

### Premier- und Außenminister im Ersten Weltkrieg
Als Justizminister im Kabinett Viviani vom 26. August 1914 bis 29. Oktober 1915 nahm Briand sich eines großen Teils der auswärtigen Angelegenheiten an. Er ernannte mehrere Gesandte und korrespondierte mit zahlreichen Botschaftern. Von Oktober 1915 bis März 1917 war Briand Premierminister und Außenminister. Briand war maßgeblich an der Schaffung der alliierten Front in Südosteuropa beteiligt. Sein Ziel war es, die Frontlinie in Frankreich einzufrieren und den so freigewordenen Truppen im Südosten mehr Bewegungsfreiheit zu verschaffen. Clemenceau hielt diese Taktik für „einen Fall für den Staatsgerichtshof“, aber der militärische Erfolg der Alliierten im September 1918 sollte Briand recht geben: Nördlich von Saloniki erfolgte der erste Bruch in der Front der Mittelmächte. 
Nach einem Konflikt zwischen der Abgeordnetenkammer und Kriegsminister Hubert Lyautey, in der dieser sich geweigert hatte, bestimmte militärische Details preiszugeben, trat Briand mit seinem Kabinett am 17. März 1917 zurück.

### Politisches Wirken nach dem Ersten Weltkrieg

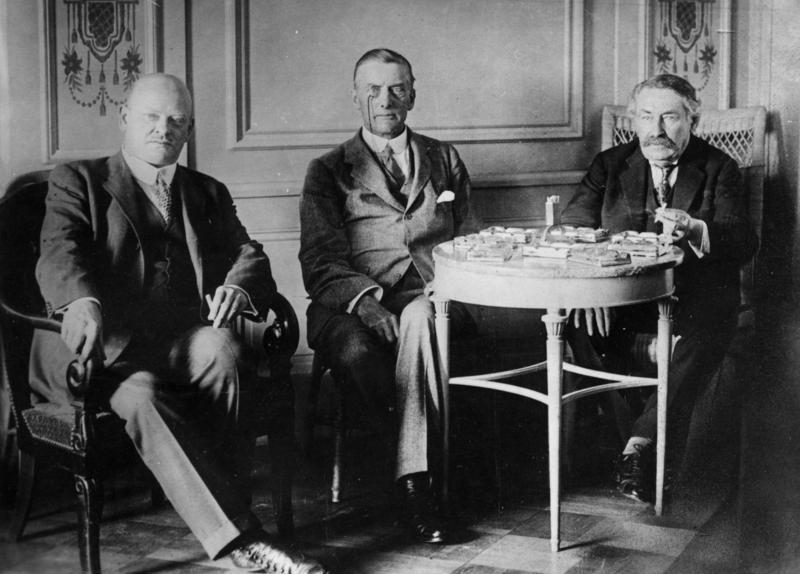
Stresemann (links), Chamberlain (Mitte) und Briand (rechts) während der Verhandlungen über die Verträge von Locarno (1925)

Nach dem Ersten Weltkrieg zählte Briand zu den Unterstützern internationaler Friedensbemühungen und des Völkerbundes. Nachdem er 1921 erneut die Regierungsgeschäfte übernommen hatte, trat er am 12. Januar 1922 wieder zurück, da der Sicherheitspakt zwischen Frankreich und Großbritannien auf der Konferenz von Cannes nicht ratifiziert wurde und zudem Briands Kritik an den harten Bedingungen des Friedensvertrag von Versailles gegenüber dem Deutschen Reich bei der Bevölkerung auf Widerstand stieß.
Von 1925 bis 1929 blieb Briand in 14 aufeinander folgenden Regierungen Außenminister und setzte sich für Abrüstung, die Annäherung an Deutschland und internationale Zusammenarbeit ein. 1925 war er der Chefarchitekt der Verträge von Locarno. 1926 bekam er dafür zusammen mit dem deutschen Außenminister Gustav Stresemann, mit dem ihn die Mitgliedschaft bei den Freimaurern verband, den Friedensnobelpreis. Außerdem war er 1928 Initiator des Briand-Kellogg-Paktes, eines Vertrages über den gegenseitigen Verzicht auf Krieg zwischen den Staaten.

### Denkschrift über die Errichtung einer Europäischen Union
Briand unterstützte die Paneuropa-Idee. Erst nach dem Zweiten Weltkrieg entfaltete sein Vorstoß zur europäischen Einigung nachhaltige Wirkung: 1930 hatte er in seiner Denkschrift über die Errichtung einer Europäischen Union (L’organisation d’un régime d’union fédérale européenne) eine „europäische Zusammenarbeit in Verbindung mit dem Völkerbunde“ vorgeschlagen. Diese sollte auf der Grundlage eines Mandats des Völkerbundes und dessen (damals) 27 europäischen Mitgliedstaaten erfolgen.
Briands Entwurf war seiner Zeit voraus. Zu den Gründen des Scheiterns seiner Bemühungen für eine europäische Einigung zählte das Wiedererstarken der Nationalstaaten während der 1920er Jahre, der unüberbrückte Gegensatz zwischen dem Deutschen Reich und Frankreich (→ Deutsch-französische Erbfeindschaft) und die Weltwirtschaftskrise. Auch die von der Weimarer Republik zu bezahlenden hohen Reparationen und die vergebliche Hoffnung auf Revision des Versailler Friedensvertrages, die von Frankreich und Großbritannien zurückzubezahlenden Kriegsanleihen an die USA, die Pläne des Deutschen Reiches für ein mitteleuropäisches Wirtschaftsbündnis mit Österreich und den Nachfolgestaaten der Habsburgermonarchie, die das Deutsche Reich begünstigende Wirtschaftshilfe der USA (→ Dawes-Plan) und die Orientierung Deutschlands an Amerika standen Briands Idee entgegen.
Die Forderung des Briand-Plans nach einer politischen Union als erster Voraussetzung für die weitere Europäische Integration rief großen Widerspruch hervor, daneben wurde durch den Tod Gustav Stresemanns am 3. Oktober 1929 und die neue französische Regierung (mit Briand als Außenminister) die deutsch-französische Verständigung unterbrochen. Die grundsätzlich ablehnende Haltung Großbritanniens gegenüber der Idee einer europäischen Einigung und der Aufstieg der NSDAP nach der Reichstagswahl 1930 wirkten ebenfalls dämpfend.
Bedeutenden Einfluss hatte Briands Denkschrift auf den europäischen Einigungsprozess nach dem Zweiten Weltkrieg. Der Europakongress in Den Haag 1948 befasste sich zentral mit den Ideen Briands; er ging über Briands Pläne eines lockeren Staatenbundes hinaus. Ein europäischer Bundesstaat oder eine europäische Verfassung stand dabei aber noch nicht zur Debatte. Der im Anschluss daran entstandene Europarat konnte die politische Einigung Westeuropas nicht einleiten. Von Briands Ideen waren einige seiner Institutionen inspiriert:
- das Ministerkomitee hieß bei Briand 'Ständiger Politischer Ausschuss',
- die ständige Vertretung der Mitgliedsstaaten beim Europarat war bei Briand noch beim Völkerbund angesiedelt,
- Konferenzen der Regierungsmitglieder der Mitgliedsstaaten, um gemeinsame Fragen zu erörtern, hatte Briand als 'Europäische Konferenz’ vorgeschlagen,
- ein ständiges Sekretariat hatte Briand konzipiert, und
- die Förderung kultureller, wirtschaftlicher und sozialer Gemeinsamkeiten hatte ebenfalls Briand bereits für nötig gehalten.

Briands Plan war als sehr lockere Vereinigung gedacht. Das Bundesverhältnis zwischen den Regierungen sollte „unter keinen Umständen und in keiner Weise den souveränen Rechten der Mitgliedsstaaten einer solchen de – facto – Vereinigung Einbuße tun […]. Auf der Grundlage unbedingter Souveränität und völliger politischer Unabhängigkeit muß die Verständigung zwischen den Nationen Europas erfolgen.“ Briand dachte an eine „Unterordnung des wirtschaftlichen Problems unter das politische“.

### Krankheit und Tod
Briand litt gegen Ende seines Lebens an einer chronischen Urämie, die auch sein zentrales Nervensystem befiel. Folge war unter anderem eine Umkehr des Tag-Nacht-Rhythmus, die ihn nachts schlaflos bleiben, tagsüber aber immer wieder einnicken ließ. Besonders peinlich war eine Szene, als der Außenminister, der für seine glänzende Rhetorik berühmt war, 1931 in der Abgeordnetenkammer das Wort erteilt bekam, aber nichts sagen konnte, da er tief schlief. Wegen dieser Schlafstörungen musste die Berlinreise, die Briand gemeinsam mit Ministerpräsident Pierre Laval für Ende September 1931 geplant hatte, verschoben werden. In der deutschen Hauptstadt angekommen, machte Briand auf seine deutschen Gastgeber einen so kranken Eindruck, dass der 83-jährige Reichspräsident Hindenburg sich besorgt erkundigte, ob „der alte Herr“ die Reise denn gut überstanden habe.
Eine weitere Folge von Briands urämischer Enzephalopathie war ein euphorischer und oft realitätsferner Überoptimismus. Als im Januar 1932 die nebenwirkungsreichen Digitalismedikamente abgesetzt wurden, mit denen er bis dahin behandelt worden war, hielt er sich für gänzlich geheilt. Es kostete Laval einige Mühe, den kaum noch arbeitsfähigen Briand, der zudem politisch immer stärker nach links neigte, zum Ausscheiden aus dem Amt zu bewegen. Briand plante nun, auch ohne Amt, nur kraft seiner Worte für den Weltfrieden zu wirken. Im März 1932 äußerte er sich zuversichtlich, in ein paar Wochen den Konflikt zwischen Japan und China beilegen zu können, die nach dem Mukden-Zwischenfall am Rande eines Krieges standen; für die Lösung sämtlicher Spannungen im Völkerbund werde er weniger als ein Jahr brauchen. Dazu kam es nicht: Am 7. März 1932 erlag er in Paris seiner Krankheit. 

## Ehrungen
Am 30. März 1932 beschloss die Abgeordnetenkammer per Gesetz, dass sich Briand „ums Vaterland verdient gemacht“ hat. Dieser Satz findet sich auch auf Paul Landowskis Briand gewidmeten Monument à la Paix, das 1937 vor dem Ministerium für Europa und Äußeres am Quai d’Orsay im 7. Arrondissement von Paris errichtet wurde. 
Der Briand-Fjord in der Antarktis sowie die Aristide-Briand-Brücke in Berlin-Tegel sind nach Briand benannt.

## Werke
- Frankreich und Deutschland. Mit einer Einleitung von Gustav Stresemann, herausgegeben von Artur Rosenberg. Dresden 1928.